# روکیتن
روکیتن (به آلمانی: Rukieten) یک شهر در آلمان است که در روشتوک واقع شده‌است. روکیتن ۳۳۷ نفر جمعیت دارد.